# Buone feste, Alex Cross
Buone feste, Alex Cross (Merry Christmas, Alex Cross) è un romanzo poliziesco dello scrittore statunitense James Patterson e fa parte di una serie di romanzi sul detective Alex Cross.

## Trama
È la vigilia di Natale e Alex Cross è stato chiamato per catturare qualcuno che sta derubando la scatola delle donazioni per i poveri della chiesa. Quella missione alle sue spalle, Alex torna a festeggiare con Nana, Bree e i suoi figli. La decorazione dell'albero è appena iniziata prima che il suo telefono squilli, una terribile situazione di ostaggio sta andando fuori controllo. Lontano dalla sua famiglia nei giorni più preziosi, deve ricorrere a ogni grammo di allenamento, creatività e audacia per salvare un'altra famiglia. Alex rischia tutto e potrebbe non arrivare a quello che tra i giorni più sacri. Hala, dal romanzo precedente, tornerà come antagonista principale.

## Edizioni
- James Patterson, Buone feste, Alex Cross, Longanesi, 2015.